# Kleine Melodie aus Wien
Kleine Melodie aus Wien ist ein österreichischer Spielfilm von E. W. Emo mit Paul Hörbiger und Maria Andergast in den Hauptrollen. Er entstand Mitte 1948 in den Ateliers von Wien-Sievering sowie in Wien (Schönbrunn) selbst. Friedrich Erban übernahm die Produktionsleitung. Fritz Jüptner-Jonstorff entwarf die Filmbauten. Die Uraufführung erfolgte am 29. Oktober 1948 in der österreichischen Hauptstadt, die deutsche Premiere war am 29. März 1949 in Stuttgart.

## Handlung
Im Wien der frühen Nachkriegszeit herrscht große Wohnungsnot. Der alte Musikprofessor Griebichler, ein überzeugter Griesgram und scheinbar unbelehrbarer Miesepeter, bewohnt ein geräumiges Haus und ist alles andere als begeistert, als das für die Wohnraumverteilung zuständige Wiener Wohnungsamt ihm die junge Witwe Frau Weber nebst ihren drei Kindern als neue Mitbewohner zuteilt. Der Professor, der die Ruhe und Abgeschiedenheit über alles liebt, ist alles andere als begeistert, als mit den vier neuen Mitbewohnern Jubel und Trubel Einzug hält. Nach einigen Reibereien zu Beginn lernt der Alte allmählich die Anwesenheit seiner neuen Mitbewohner schätzen und wandelt sich im Laufe der Geschichte zu einem liebenswürdigeren Mitmenschen, der sich um die Nöte der anderen kümmert. Am Ende der Geschichte kommt der Kunstliebhaber sogar unter die Haube.

## Kritiken
„Ein Musiklehrer wird in den Zeiten der Wohnungsnot bei einer jungen Witwe mit drei Rangen einquartiert. Wenn der Film heute entschieden besser dasteht als zur Zeit seiner Uraufführung, dann liegt das vor allem an E. W. Emo, dem großen Ungefeierten des austriakischen Kinos, dessen Sinn für Tempo und Präzision selbst aus dem fadesten Buch und den lauesten Akteuren noch Augenblicke von Verve und Charme zu holen wusste. Sofern die Umstände auch nur halbwegs stimmten, so wie bei diesem Trümmerstück in möblierten Interieurs, vermochte er sogar Werke von Formschönheit und Geist zu schaffen.“

„Sentimentales musikalisches Lustspiel mit ein wenig Zeitkolorit.“